# Baltasar de Cisneros

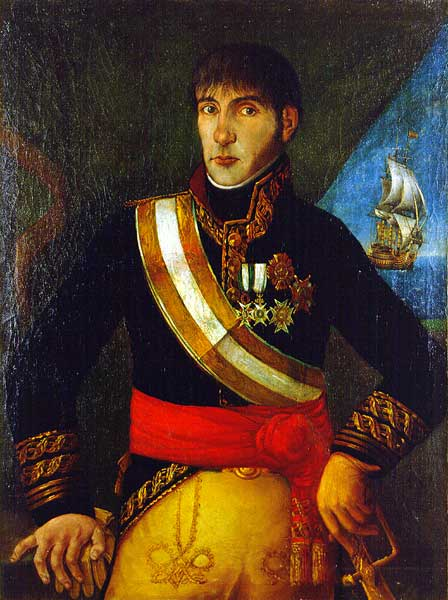
Baltasar Hidalgo de Cisneros

Baltasar Hidalgo de Cisneros y la Torre (* 1755 oder 1756 oder 1758 in Cartagena, Region Murcia, Spanien; † 9. Juni 1829 ebenda) war ein spanischer Admiral und Vizekönig von Río de la Plata.

## Leben

### Karriere in Europa
Baltasar de Cisneros wurde als Sohn eines spanischen Marineoffiziers geboren. Auch er schlug die militärische Laufbahn ein. 1775 nahm er am Algerienfeldzug der Spanier teil und kämpfte 1797 bei der Seeschlacht bei Kap St. Vincent auf Seiten der Spanier gegen die Briten.
Am 21. Oktober 1805 befehligte er bei der Schlacht von Trafalgar das Schiff Nuestra Señora de la Santísima Trinidad, das im Zuge der Schlacht sank. Während der Schlacht wurde er schwer verwundet und von den Briten gefangen genommen. Nach kurzer Haft in Gibraltar kam er wieder in Freiheit, wurde für seine Verdienste zum Generalleutnant befördert und kehrte in seine Heimatstadt Cartagena zurück, um sich von seinen Verletzungen zu erholen.

### Amtszeit als Vizekönig von Río de la Plata
Vn 1807 bis 1809 nahm er am spanischen Widerstand gegen die französischen Besatzer während des Unabhängigkeitskrieges teil.
Am 23. Februar 1809 ernannte ihn die Junta Suprema Central zum Vizekönig des Vizekönigreichs Río de la Plata. Er sollte Santiago de Liniers ersetzen, dem man wegen seiner französischen Herkunft Sympathien für die Sache Napoleons unterstellte. Sicherheitshalber reiste Cisneros zunächst nach Montevideo, um von dort im Juli 1809 die Macht in Buenos Aires zu übernehmen. Er fand die Stadt friedlich vor, und sein Vorgänger übergab widerstandslos die Amtsgeschäfte.
Cisneros bemühte sich, die Kolonie zu befrieden und die widerstreitenden Interessen zu versöhnen. Dabei wurde seine Autorität immer wieder in Frage gestellt – war er doch der erste Vizekönig, der nicht vom Monarchen, sondern lediglich von der Regierungsjunta berufen war. Die wachsende Unabhängigkeitsbewegung mündete in verschiedenen Aufständen, so in Charcas (heute: „Sucre“) und La Paz Mitte 1809, zu deren Niederschlagung Cisneros Soldaten ins heutige Bolivien entsandte.
Im April 1810 erreichten die Kolonie Nachrichten, dass Sevilla in die Hände der Franzosen gefallen sei und die Junta sich aufgelöst habe. Damit wurde die Legitimität des Vizekönigs schwer in Frage gestellt. Eine Reihe von hitzigen Bürgerversammlungen (cabildo abierto) mündete schließlich in der Mai-Revolution. Cisnero erklärte seinen Rücktritt, wurde aber zunächst als Präsident einer neuen Regierungsjunta berufen. Am 25. Mai 1810 wurde Cisneros schließlich von den Aufständischen unter Führung von Cornelio Saavedra abgesetzt, deren Ziel die Unabhängigkeit von Spanien war.
Während Buenos Aires fest in den Händen der Unabhängigkeitsbewegung war, behielten in Montevideo die spanientreuen Royalisten die Mehrheit. Der dortige Gouverneur Francisco Javier de Elío erklärte sich zum Nachfolger im Amte des Vizekönigs.
Cisneros blieb zunächst im vizeköniglichen Palast in Buenos Aires. Da die Aufständischen aber die Gefahr einer Gegenrevolution sahen, verwiesen sie ihn gemeinsam mit den Beamten der Real Audiencia von Buenos Aires des Landes. Am 22. Juni 1810 segelte er an Bord eines englischen Schiffes Richtung Europa, erreichte am 4. September die kanarischen Inseln. Im Juli 1811 gelangte er nach Cádiz, wo er sich der Regierung der Cortes von Cádiz zur Verfügung stellte.

### Späte Jahre in Spanien
Im November 1812 ernannte ihn die royalistische Regierungsjunta zum Generalkommandanten der Region Cádiz. Nach dem Ende der napoleonischen Herrschaft erlangte er hohe Posten in der spanischen Marine.
Während der Revolution des Trienio Liberal in Spanien 1820 nahmen die liberalen Aufständischen Cisneros (neben anderen hohen Offizieren) gefangen, um zu erzwingen, dass der absolutistisch regierende König Ferdinand VII. einen Eid auf die Verfassung von Cádiz leistete. Nach drei Jahren liberaler Regierung stellte der König seinen absolutistischen Anspruch wieder her. Cisneros wurde im November 1823 zum Generalkapitän von Cartagena berufen. In diesem Amt starb er 1829.